# Clarksville (Virginia)
Clarksville è un comune degli Stati Uniti d'America, situato nello Stato della Virginia, diviso tra la contea di Mecklenburg e la contea di Halifax.